# La Grand'Terre
La Grand'Terre (anglais : Mainland) est un district de services locaux de Terre-Neuve-et-Labrador.
Historiquement, des pêcheurs français se sont établis à cet endroit. Les Français avaient les droits de pêche sur la "French Shore" (jusqu'en 1904), mais ils n'avaient pas le droit de s'établir de façon permanente. Quelques pêcheurs sur l'île Rouge (en face du village d'aujourd'hui), ne voulant pas retourner en France, se sont échappés pour aller à ce qu'ils appelaient "La Grand'Terre."
Il y a toujours une population francophone, surtout bilingue. Le Centre scolaire et communautaire Sainte-Anne englobe la plupart des services du village, incluant l'École Sainte-Anne, l'Association régionale de la côte Ouest (ARCO), une école pré-maternelle, l'association de l'Héritage de l'Île Rouge, un centre d'accès communautaire (Internet), RDÉE TNL et un bureau de Service Canada. 
À côté du centre scolaire et communautaire, il y a une chapelle où les membres de la paroisse Catholique Sainte-Anne se réunissent. 
Les entreprises incluent le restaurant Sea Breeze et le Mainland Gas Bar. 